# شون هاريس (لاعب كرة قدم أمريكية)
شون هاريس (بالإنجليزية: Sean Harris)‏ هو لاعب كرة قدم أمريكية أمريكي، ولد في 25 فبراير 1972 في توسان في الولايات المتحدة.

## وصلات خارجية
- شون هاريس على موقع مرجع كرة القدم المحترفة.كوم (الإنجليزية)